# Evangelisch-Reformierte Kirche in Litauen

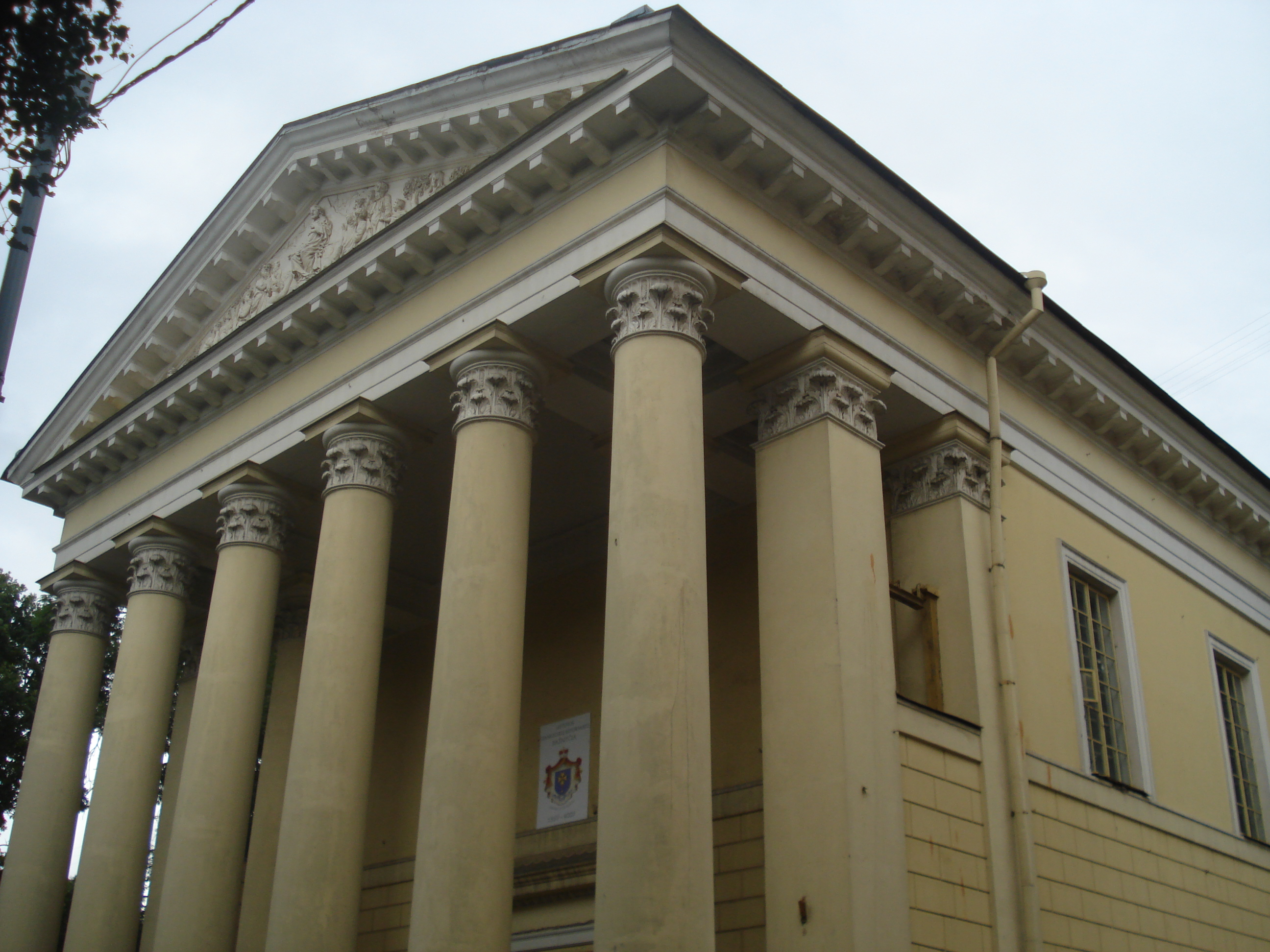
Evangelisch-Reformierte Kirche in Vilnius

Die Evangelisch-Reformierte Kirche in Litauen – Unitas Lithuaniae (litauisch: Lietuvos evangelikų reformatų Bažnyčia – Unitas Lithuaniae) geht auf die Reformationszeit zurück.
Sie hat heute etwa 7000 Mitglieder, das entspricht 0,2 % der Gesamtbevölkerung Litauens.

## Geschichte

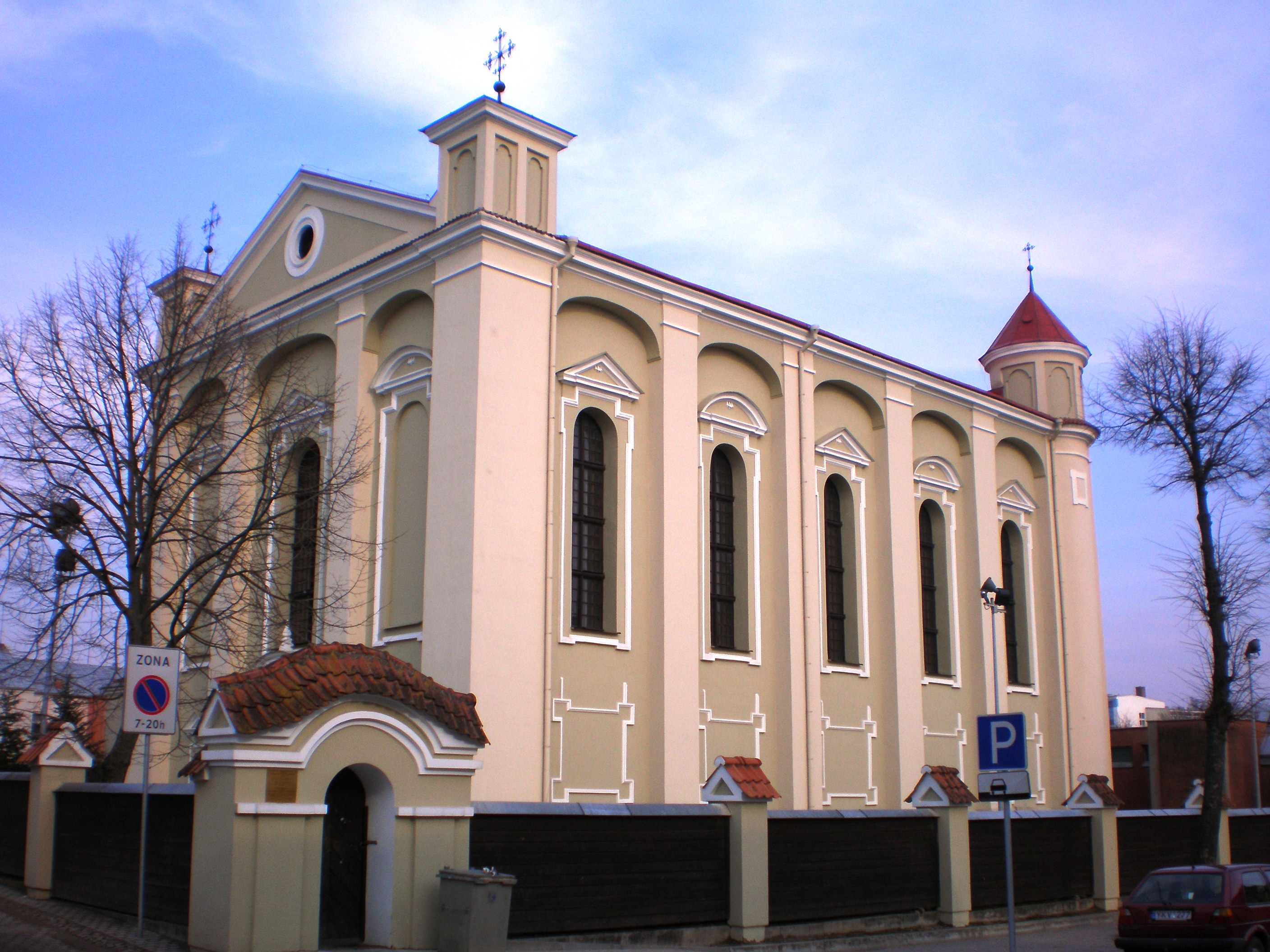
Evangelisch-Reformierte Kirche in Kėdainiai

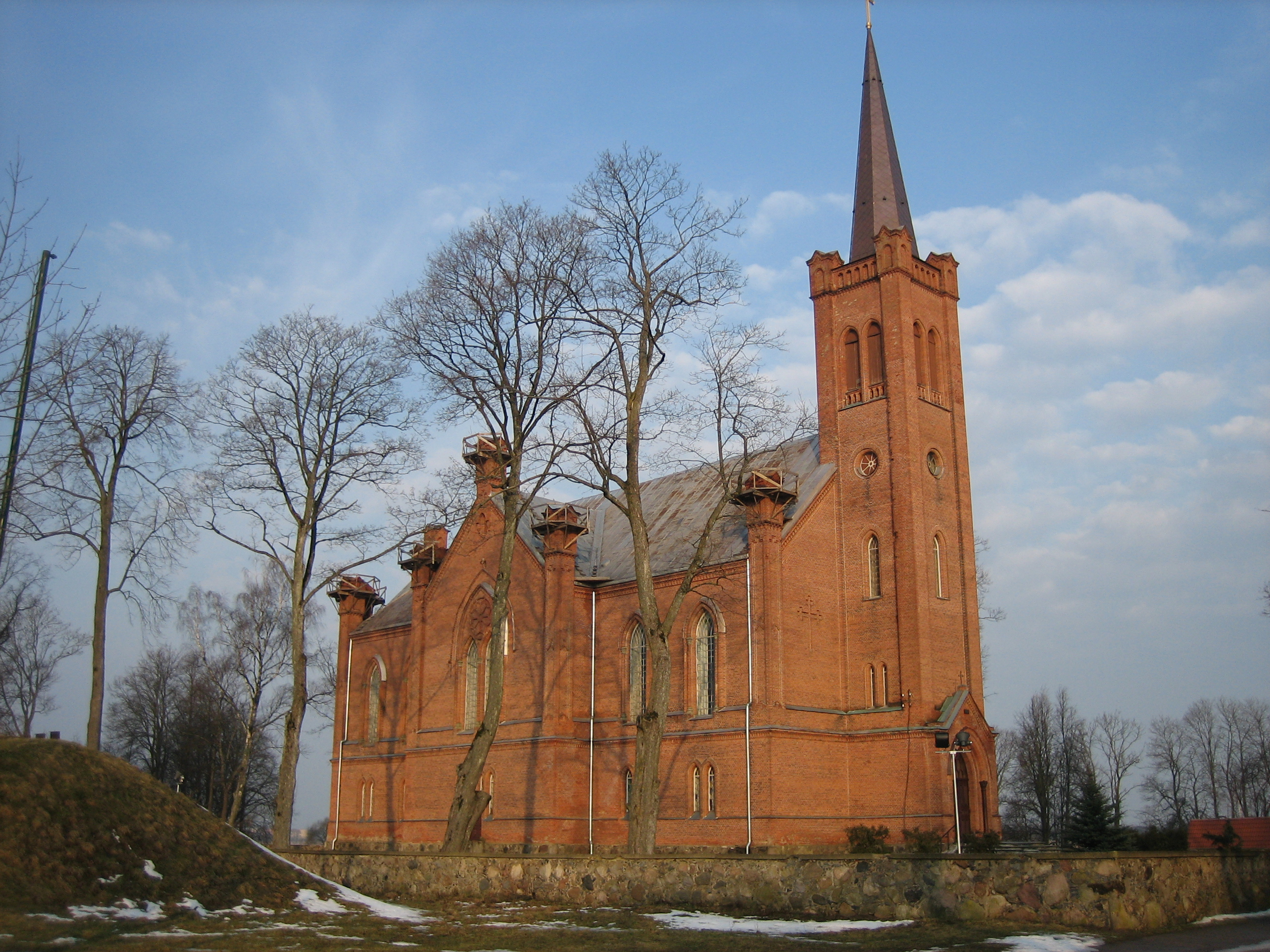
Evangelisch-Reformierte Kirche in Biržai

Der erste reformierte Gottesdienst in Litauen fand 1553 in Vilnius statt. Als Gründungsdatum der Kirche in Litauen gilt der 14. Dezember 1557, als in Vilnius im damaligen Großfürstentum Litauen die erste reformierte Synode abgehalten wurde. Die Litauer entsandten zwar Vertreter in die polnisch-litauische Generalsynode, verwalteten sich jedoch selbst. Die lateinische Kurzbezeichnung Unitas Lithuaniae geht auf diese Anfangszeit zurück.
Neben der Offenheit für polnische Einflüsse nahm die Kirche auch reformierte Flüchtlinge aus Frankreich (Hugenotten), Schottland (Anhänger von John Knox) und anderen Ländern auf und war eine vielsprachige Gemeinschaft.
1565, noch bevor Fausto Sozzini in Polen gegen die Dreifaltigkeit auftrat, spaltete sich die antitrinitarische Litauische Bruderschaft von der evangelisch-reformierten Kirche ab. Durch Krieg und Gegenreformation wurde die Kirche weiter geschwächt, hatte aber noch bis zum Zweiten Weltkrieg an die 10.000 Mitglieder. Während der sowjetischen Herrschaft (seit 1944) war die Ausbildung von Pfarrern verboten, der letzte starb 1982. Bis 1992 sprang ein lutherischer Pfarrer ein. Auch nach Wiedererlangung der Unabhängigkeit Litauens war die reformierte Kirche von Krisen geschüttelt. 2001 stellte die Synode die Kirchenordnung wieder her, im selben Jahr spaltete sich allerdings eine fundamentalistische Splittergruppe (Sinodo Kolegija) ab.

## Organisation

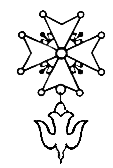
Hugenottenkreuz – ein Symbol der Reformierten

Die größte der insgesamt elf Gemeinden befindet sich in Biržai, einem Zentrum der Reformation in Litauen, gefolgt von den Gemeinden in Vilnius, Kaunas und Papilys. Kleinere Gemeinden gibt es in Kėdainiai, Klaipėda, Nemunėlio Radviliškis bei Biržai, Panevėžys, Salamiestis bei Kupiškis, Šiauliai und Švobiškis (Rajongemeinde Pasvalys). Gemäß reformierten Gepflogenheiten wird die Gemeindeautonomie großgeschrieben. Kleinere Gemeinden werden nur von einer Gemeindevertretung geleitet, bei größeren kommt ein Presbyterium (seniūnai) hinzu.
Die Gesamtkirchenleitung hat die alljährlich tagende Synode inne. Ihre Mitglieder sind der reformierte Klerus (auch Frauenordination ist üblich), die (nicht-geistlichen) Kuratoren und weitere Delegierte der Gemeinden. Als Verwaltungsbehörde für die Zeit zwischen den einzelnen Synoden gibt es ein Konsistorium.
Die Synode wählt einen Generalsuperintendenten als Vorsitzenden. Sein Amt entspricht dem eines Bischofs. Der erste Superintendent war Simonas Zacijus (ca. 1507–1591), der derzeitige ist Rimas Mikalauskas.
Die Evangelisch-Reformierte Kirche in Litauen ist Mitglied der Weltgemeinschaft Reformierter Kirchen und der Gemeinschaft Evangelischer Kirchen in Europa.